# 太歲神

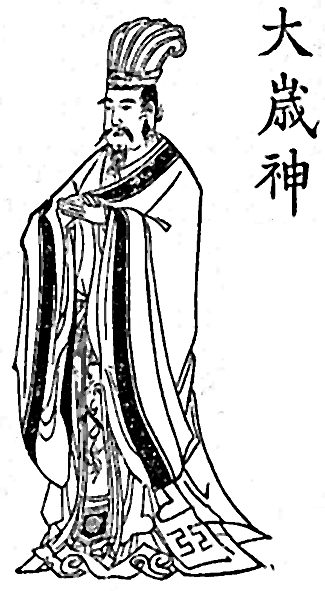
柄澤照覺所繪《安部晴明簠簋内傳圖解》的太歲神

太歲神（日语：たいさいしん）為日本陰陽道的神祇，屬於八將神之一，也有別名大歲神等。

## 概要與解說
太歲神乃木星（又稱歲星）之精，亦是太陰神之夫，佛教裡的本地佛為藥師如來。據說太歲神掌管一年四季萬物之生成，因具有君主性格，對於八方皆有影響力。身為木星之精，太歲神所在之方位凡種植花草樹木等皆為吉，相反地砍樹除草則為凶。復因該神具君主性格，舉凡訴訟談判、喪葬、拆除等為凶，反之如儲蓄、房屋擴建、移轉、經商、結婚、就職等事物則為大吉。太歲神所在之方位與當年度十二地支之方位相同。
關於中國所謂的太歲神，請參考太歲神一文。

## 信仰
在日本主祀太歲神的神社主要有下列：
- 大將軍八神社（京都府京都市上京區）

## 內部連結
- 太歲
- 九曜
- 八將神

## 外部連結
- （日語）国立国会図書館：暦の中のことば方位神。